# 郭震 (正德進士)
郭震（1473年—？年），字孟威，山西平阳府蒲州人，民籍。

## 生平
治《礼记》，行二，由國子生中式山西鄉試第五名舉人，年三十六歲中式正德三年（1508年）戊辰科會試第一百四十九名，第三甲第二百二十八名進士。授大理寺评事，升大理寺左寺副，十三年（1518年）二月官河南按察司佥事，嘉靖二年（1523年）二月升陕西苑马寺少卿，五年七月升辽东苑马寺卿，

## 家族
曾祖郭永忠。祖父郭讓。父郭通。前母葛氏、杨氏；母王氏。慈侍下。兄郭锐。